# Kabinett González IV
Das Kabinett González IV war eine Regierung in Spanien, die am 14. Juli 1993 von Ministerpräsident Felipe González von der Partido Socialista Obrero Español (PSOE) gebildet wurde und das Kabinett González III ablöste. 
Aus den vorausgegangenen Wahlen zum Congreso de los Diputados am 6. Juni 1993 ging die PSOE von González mit 38,8 Prozent der Wählerstimmen als Sieger hervor, verpasste mit 159 der 350 Abgeordneten jedoch die absolute Mehrheit. Die konservative Partido Popular (PP) um José María Aznar wurde mit 34,8 Prozent und 141 Abgeordneten zweitstärkste Kraft, während auf die Drittplatzierte Izquierda Unida (IU) von Julio Anguita entfielen 9,6 Prozent und 18 Mandate entfielen. Die Convergència i Unió (CiU) von Miquel Roca wurde mit 4,9 Prozent und 17 Mandaten viertstärkste Kraft im Parlament.
Nach dem Wahlsieg bestätigte der Congreso de los Diputados Ministerpräsident González, der am 14. Juli 1993 von König Juan Carlos I. Suárez vor dem Palacio de la Zarzuela vereidigt wurde. Zugleich veröffentlichte der Boletín Oficial del Estado die Liste der Kabinettsmitglieder. Am 13. November 1993, 5. Mai 1994, 3. Juli 1995 sowie 18. Dezember 1995 kam es zu Umbildungen des Kabinetts. Bei den Wahlen vom 3. März 1996 verlor die PSOE ihre Mehrheit an die PP von José María Aznar. Das Kabinett González III blieb noch bis zum 6. Mai 1996 im Amt, woraufhin Aznar das Kabinett Aznar I bildete.

## Mitglieder des Kabinetts

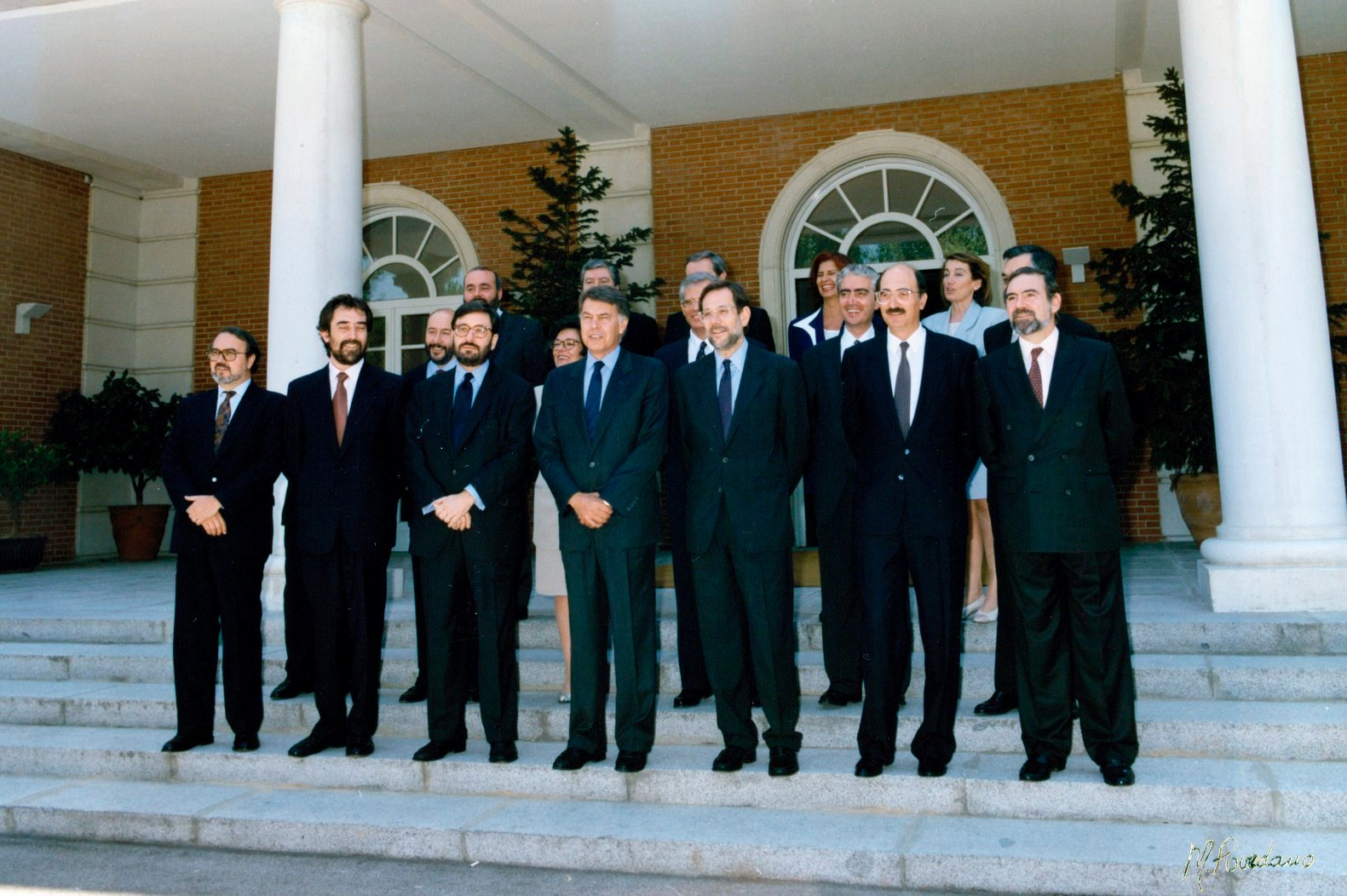
Das Kabinett González IV nach der Neubildung am 14. Juli 1993

| Amt                                                   | Amtsinhaber                                             | Beginn der Amtszeit                         | Ende der Amtszeit                            |
| ----------------------------------------------------- | ------------------------------------------------------- | ------------------------------------------- | -------------------------------------------- |
| Ministerpräsident                                     | Felipe González                                         | 14. Juli 1993                               | 5. Mai 1996                                  |
| Vize-Ministerpräsident                                | Narcís Serra                                            | 14. Juli 1993                               | 28. Juni 1995                                |
| Minister für Wirtschaft und Finanzen                  | Pedro Solbes                                            | 14. Juli 1993                               | 5. Mai 1996                                  |
| Außenminister                                         | Javier Solana Carlos Westendorp Cabeza                  | 14. Juli 1993 18. Dezember 1995             | 18. Dezember 1995 5. Mai 1996                |
| Verteidigungsminister                                 | Julián García Vargas Gustavo Suárez Pertierra           | 14. Juli 1993 3. Juli 1995                  | 28. Juni 1995 5. Mai 1996                    |
| Innenminister                                         | José Luis Corcuera Antoni Asunción Juan Alberto Belloch | 14. Juli 1993 23. November 1993 5. Mai 1994 | 18. November 1993 30. April 1994 5. Mai 1996 |
| Justizminister                                        | Juan Alberto Belloch                                    | 14. Juli 1993                               | 5. Mai 1996                                  |
| Minister für Arbeit und soziale Sicherheit            | José Antonio Griñán                                     | 14. Juli 1993                               | 5. Mai 1996                                  |
| Ministerin für Gesundheit und Verbraucher             | María Ángeles Amador Millán                             | 14. Juli 1993                               | 5. Mai 1996                                  |
| Minister für Industrie und Energie                    | Juan Manuel Eguiagaray                                  | 14. Juli 1993                               | 5. Mai 1996                                  |
| Minister für öffentliche Arbeiten, Verkehr und Umwelt | Josep Borrell                                           | 14. Juli 1993                               | 5. Mai 1996                                  |
| Minister für Landwirtschaft, Fischerei und Ernährung  | Vicente Albero Luis María Atienza                       | 14. Juli 1993 5. Mai 1994                   | 4. Mai 1994 5. Mai 1996                      |
| Minister für Handel und Tourismus                     | Javier Gómez Navarro                                    | 14. Juli 1993                               | 5. Mai 1996                                  |
| Minister für Bildung und Wissenschaft                 | Gustavo Suárez Pertierra Jerónimo Saavedra Acevedo      | 14. Juli 1993 3. Juli 1995                  | 28. Juni 1995 5. Mai 1996                    |
| Kulturministerin                                      | Carmen Alborch                                          | 14. Juli 1993                               | 5. Mai 1996                                  |
| Minister für öffentliche Verwaltung                   | Jerónimo Saavedra Acevedo Joan Lerma                    | 14. Juli 1993 3. Juli 1995                  | 28. Juni 1995 5. Mai 1996                    |
| Sozialministerin                                      | Cristina Alberdi                                        | 14. Juli 1993                               | 5. Mai 1996                                  |
| Minister beim Ministerpräsidenten                     | Alfredo Pérez Rubalcaba                                 | 14. Juli 1993                               | 5. Mai 1996                                  |